# Krajšići
Krajšići (cyr. Крајшићи) – wieś w Bośni i Hercegowinie, w Republice Serbskiej, w mieście Sarajewo Wschodnie, w gminie Sokolac. W 2013 roku liczyła 2 mieszkańców.